# Сливкин, Альберт Моисеевич
Альберт Моисеевич Сливкин (24 ноября (6 декабря) 1886, Динабург — 15 марта 1938, Бутово-Коммунарка, Москва) — участник революционного движения в России, дипкурьер, организатор кинопроизводства.

## Биография
Родился 24 ноября (6 декабря) 1886 года в Динабурге в семье мясозаготовителя Мовши (Мойше-Гирша) Шлиомовича Сливкина (1853—1908) и Юдаши Мовшевны (Моисеевны) Левиной (1858—?), проживавших в собственном доходном доме на Шильдеровской улице, № 66, кв. 5.
В 1903 году вступил в РСДРП. Принимал участие в революционном подполье, четырежды арестовывался, трижды высылался и дважды бежал из ссылки (в 1912 году находился в ссылке в Яренске). В 1914—1918 годах служил уполномоченным в Городском и Земском Союзах. В книге «Моя жизнь. Мои современники» Владимир Оболенский вспоминал о знакомстве с ним во время Первой мировой войны:

Сливкин — блондин с рыжинкой. Гладко выбритый, гладко причёсанный, с холёным, довольно красивым, но слегка женоподобным лицом. (...) В Петербурге Сливкин работал в студенческой санитарной организации, занимавшейся перевозкой раненых с вокзалов в лазареты, и явился ко мне для переговоров, когда я обратился к ней с просьбой рекомендовать для моего отряда опытных санитаров. Пришёл он в штатском платье и вообще солидной внешностью (на вид ему было лет под тридцать) резко выделялся среди своих товарищей, юных студентов. По его словам, он учился перед войной в Льежском университете, не попав в России в процентную норму. Впоследствии, когда я ближе познакомился со Сливкиным, мне стало ясно, что он никогда не был студентом, да и из России едва ли когда-нибудь выезжал.

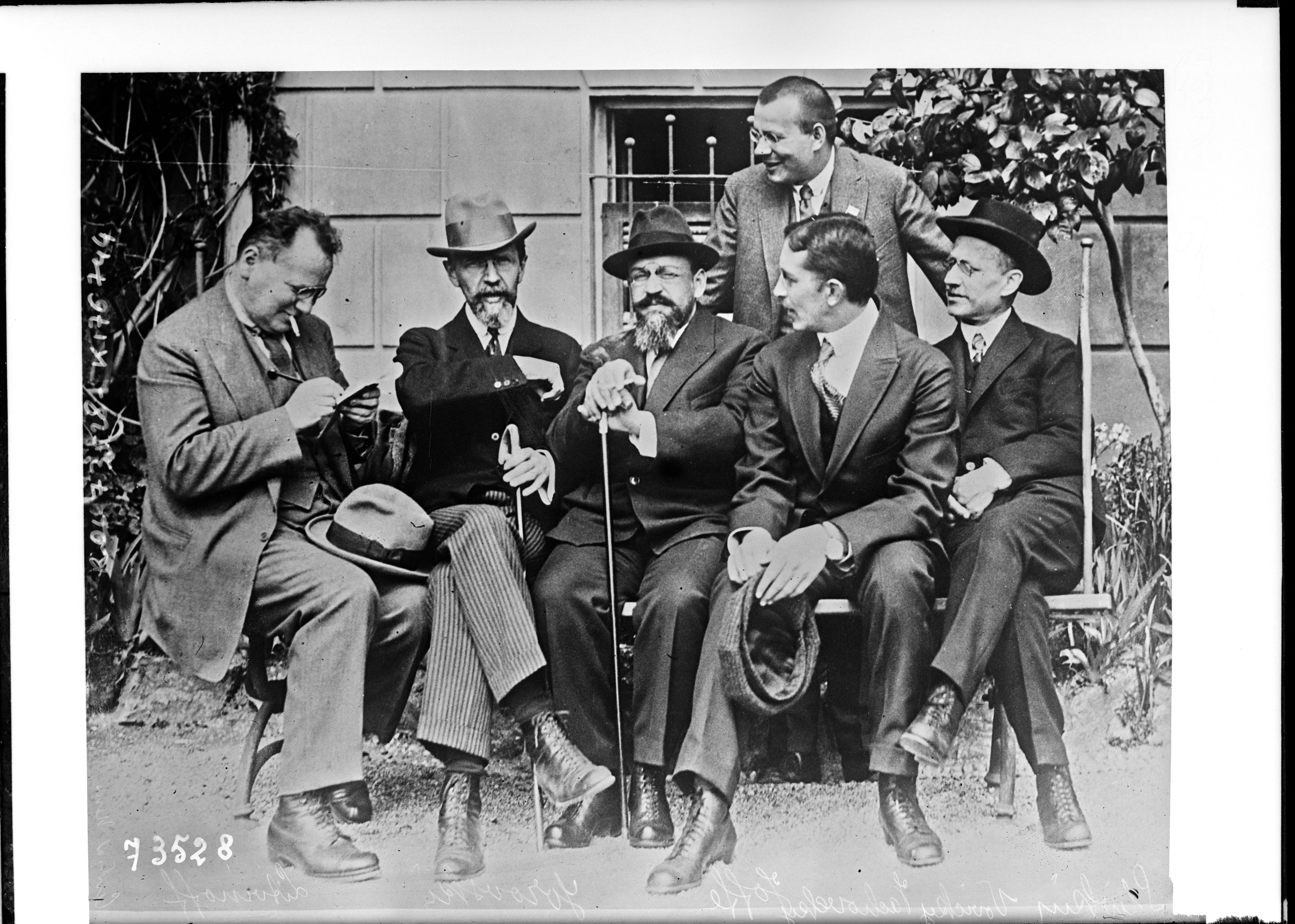
М. М. Литвинов, В. В. Воровский, А. А. Иоффе, А. М. Сливкин (стоит) и др. на Генуэзской конференции. 1922

В 1918 году занимался снабжением Красной армии. В 1919 году был комиссаром продовольствия в Совете народных комиссаров Литовско-Белорусской Советской республики. С конца 1919 по 1922 год служил дипкурьером Народного комиссариата по иностранным делам и курьером Отдела международных связей Коминтерна. Был членом советской делегации на Генуэзской конференции  по экономическим и финансовым вопросам (1922). Среди работников Коминтерна прослыл «королём Штеттина», так как благодаря его таланту давать взятки в Германию въезжали все, кому надо было въехать, и ввозили всё, что надо было ввезти. В своих воспоминаниях Виктор Кибальчич описал одну поездку в Европу в сопровождении Сливкина:

Нас была дюжина делегатов и агентов Коминтерна в негласном (а иногда и открытом) сопровождении дипкурьера Сливкина, полного жизнерадостного парня, занимавшегося всевозможной контрабандой и купившего все полиции, все таможни, все контрольные пункты на своем маршруте. В последний момент мы заметили, что бюро ОМС (Отдела международных связей) Исполкома Коминтерна забыло отметить в наших паспортах, что мы едем с ребёнком… «Ерунда, — сказал мне Сливкин, — на контрольных пунктах я сделаю вид, что играю с ним…» В Штеттине он, не более напрягаясь, провёз «больного», высокого парня с пронзительными чёрными глазами, которого все полицейские службы Рейха разыскивали как одного из организаторов, вместе с Белой Куном, мартовского восстания 1921 года.
В 1922 году организовал в Петрограде Коммунальный банк и ломбард.
В 1922—1924 годах работал заместителем директора «Севзапкино». Отвечал за административно-хозяйственную и финансовую деятельность организации, ездил в командировки в Европу, занимался импортом и экспортом фильмов. С февраля 1923 года одновременно руководил Управлением государственными театрами Губполитпросвета. Член Комиссии при СНК по киноделу. В 1923 году был обвинён в неправильном указании партстажа (по партбилету партстаж числился с 1903 года) и некоммунистическом образе жизни и исключён из партии.
В мае 1924 года заключил в Берлине договор с «Межрабпомом» на поставку 500 фильмов с лицензией на СССР, в Дании с датско-русским торговым обществом на приобретение 100 фильмов, в том числе производства «Нордиск» и «Палладиум-фильм» с участием Пата и Паташона. В конце июля 1924 года заключил для «Севзапкино» крупный договор с американским обществом «Аркос» на 500 фильмов. Покровительствовал балерине Ольге Спесивцевой.
В 1925—1926 годах был заведующим хозчастью и транспортным отделом торгпредства СССР во Франции. По возвращении в СССР в 1926 году назначен заведующим ленинградским отделением «Совкино», затем заместителем директора, техническим директором ленинградской кинофабрики «Совкино». Актёр Геннадий Мичурин в своих воспоминаниях писал о нём:

При всей своей беспощадной требовательности Сливкин всегда был внимателен к человеку — у него было доброе сердце. Он любил работу кинофабрики, любил работавших на ней людей и всегда шёл туда, где возникали трудности. Когда он успел изучить технологию производства фильмов — постичь невозможно.
27 февраля 1929 года за административные нарушения арестован ОГПУ, в декабре того же года вышел на свободу и вернулся на прежнюю должность технического директора ленинградской кинофабрики «Совкино». В дальнейшем работал заместителем директора 1-й звуковой кинофабрики «Рот-фронт» «Межрабпомфильма», а после ликвидации «Межрабпомфильма» — заместителем директора киностудии «Мосфильм» и помощником начальника Главного управления кинофотопромышленности при СНК СССР. В своих устных рассказах режиссёр Михаил Ромм так описал Сливкина:

Очень интересная, сложная фигура. (...) Пожилой, толстый и очень добрый человек, очень деловой, с гигантскими связями. (...) Он был приятелем всем известных Серебровского, Тухачевского, Радека.
В период работы над режиссёрским сценарием фильма «Ленин в Октябре» Ромм жил на квартире Сливкина и стал свидетелем его ареста. По его словам, Сливкин сел в кресло и, облегченно вздохнув, сказал: «Наконец-то! А то я устал. Теперь не надо ожидать!..». Сливкин был арестован 3 августа 1937 года. Приговорён ВКВС СССР 15 марта 1938 года по обвинению в провокаторской деятельности в РСДРП. Расстрелян в тот же день. Реабилитирован 19 ноября 1959 года. Некоторые показания Сливкина приводятся в сводке показаний арестованных НКВД, направленной Н. И. Ежовым И. В. Сталину 30 апреля 1938 года.
Его жена Мария Павловна Сливкина (1904—1940), работавшая на «Мосфильме» ассистентом Михаила Ромма, после ареста Сливкина покушалась на самоубийство, была арестована как член семьи изменника Родины и 19 июня 1938 года приговорена к 8 годам исправительно-трудовых лагерей; до 1939 года находилась в Акмолинском лагере жён изменников Родины, умерла 9 апреля 1940 года в Карлаге.